# Elbsabsa
Elbsabsa (franska: Elbsabsa (CR), Elbsabsa (Commune Rurale), arabiska: الصباب) är en kommun i Marocko.   Den ligger i provinsen Taounate och regionen Fès-Meknès, i den nordöstra delen av landet, 200 km öster om huvudstaden Rabat. Antalet invånare är 7 997.